# Гільєрмо Мартінес (футболіст)
Гільєрмо Мартінес (ісп. Guillermo Martínez Ayala; нар. 15 березня 1995, Селая) — мексиканський футболіст, нападник клубу «УНАМ Пумас» та національної збірної Мексики. Виступав також за низку інших мексиканських клубів.

## Клубна кар'єра
Гільєрмо Мартінес народився 1995 року в місті Селая, та є вихованцем футбольної школи клубу «Пачука». Професійну футбольну кар'єру розпочав 2015 року в основній команді того ж клубу, в якій грав до 2016 року, після чого керівництво клубу віддало футболіста в оренду до клубу «Лобос БУАП».
У 2016 році Мартінес на правах постійного контракту перейшов до клубу «Сакатепек», у якому грав до 2017 року, після чого керівництво клубу віддало його в оренду до клубу «Гвадалахара». У 2017—2019 роках футболіст грав у складі клубу «Мінерос де Сакатекас», у якому був одним із кращих бомбардирів, відзначившись 29 забитими голами в 60 проведених матчах. У 2019—2020 роках Мартінес грав у складі клубу «Кафеталерос де Тапачула». У 2020 році футболіст перейшов до клубу «Канкун», проте відразу його віддали в оренду до клубу «Селая». У 2021—2024 роках Мартінес грав у складі клубу «Пуебла».
З 2024 року Гільєрмо Мартінес грає у складі клубу «УНАМ Пумас». Станом на 20 листопада 2024 року відіграв за команду з Мехіко 37 матчів в національному чемпіонаті.

## Виступи за збірні
У 2015 році Гільєрмо Мартінес залучався до складу молодіжної збірної Мексики. На молодіжному рівні зіграв у 8 офіційних матчах, забив 3 голи.
У 2023 році Гільєрмо Мартінес дебютував у складі національної збірної Мексики. У складі збірної був учасником розіграшу Кубка Америки 2024 року у США. Станом на листопад 2024 року зіграв у складі збірної 8 матчів, у яких відзначився 2 забитими м'ячами.